# Polonia w Maroku
Polonia w Maroku – ludność Maroka pochodzenia polskiego.

## Historia

### Początki
Pierwszym Polakiem, który przybył do Maroka był najprawdopodobniej Jan Potocki – pisarz oraz podróżnik. Przebywał tam dwa miesiące: od 2 lipca do 7 września 1791 roku. Podróż opisał w książce Podróż do Cesarstwa Marokańskiego (1791) napisanej w języku francuskim. Była to pierwsza polska monografia geograficzna o tym kraju. Następnie zaczęli tam przyjeżdżać inni podróżnicy.

### XX wiek
Stałe zamieszkania Polaków w tym kraju stały się bardziej powszechne dopiero w dwudziestoleciu międzywojennym. Osadzali się tam ludzie najczęściej z Francji (głównie klasa robotnicza, ale także i przedsiębiorcy). W tym czasie Polacy, których było tam kilkuset najczęściej zamieszkiwali Casablancę. Po II wojnie światowej, według danych administracji francuskiej z 1952 roku, w Maroku mieszkało ok. 1000 Polaków. Byli nimi głównie kombatanci i ich rodziny. Założyli oni w Casablance Stowarzyszenie Polskich Kombatantów Okręg Maroko. Stowarzyszenie działało od 1950 do 1956 roku, upadło po odzyskaniu przez Maroko niepodległości. Wtedy większość Polaków wyjechała do Francji.
Od lat 70. do połowy lat 90. XX do Maroka  przybywały setki polskich naukowców, którzy przybyli dla rządu tego kraju, pomagających w rozwoju zaniedbanej przez kolonizatorów gospodarki. Efektem tych wyjazdów bywały polsko-marokańskie małżeństwa.

### XXI wiek
Większość Polonii na terenie Maroku stanowią Polki. Wychodziły one za mąż za Marokańczyków i zostawały na terenie tego kraju. W Rabacie przy ambasadzie działa Szkolny Punkt Konsultacyjny, w którym dzieci i młodzież z rodzin polsko-marokańskich uczą się języka i tradycji polskiej. Działa tam także Africae Deserta Project – Stowarzyszenie Współpracy Polsko-Marokańskiej. Jego celem jest m.in. kształtowanie opinii i ocen o kulturze i historii Polski i Maroka, czy upowszechnianie wiedzy o aktualnej sytuacji społecznej i gospodarczej Polski i Maroka.
Według danych z Konsulatu Generalnego RP w Casablance, Polonia w tym kraju obejmuje 210 osób (przy czym w 2007 roku było to 500 osób), które posiadają obywatelstwo polskie oraz 15 osób posiadających już potomstwo, które są polskiego pochodzenia. Istnieje także kilka osób, którzy posiadają obywatelstwa innych państw, ale podtrzymują kontakty z Konsulatem RP. 130 osób spośród wyżej wymienionych to osoby dorosłe, a 80 to młodzież do lat 18. Część z nich bierze także udział w polskich wyborach, np. w wyborach do Sejmu i Senatu w 2005 roku wzięło udział w Maroku 59 obywateli polskich, na 141 osób uprawnionych do głosowania.
Jednymi z najbardziej znanych Marokańczyków polskiego pochodzenia są Henryk Wodziński oraz jego brat Mieczysław Wodziński.

## Polskie placówki
Dzisiaj jedną z polskich organizacji polonijnych na terenie Maroka jest działający w Casablance klub pod nazwą Wesołe Kumoszki, powstał on pod koniec XX wieku przy Konsulacie Generalnym RP. Zajmuje się organizowaniem spotkań kulturalnych, poświęconych poezji, muzyce, sztuce filmowej i teatralnej. Ponadto placówka ta organizuje występy polonijne, m.in. sylwestrowe i karnawałowe oraz imprezy dla dzieci. Z okazji Święta Kobiet organizuje coroczne spektakle teatralno-poetyckie. Z okazji innych świąt narodowych klub współuczestniczy w organizowaniu dni kultury polskiej. Drugą placówką polską w Maroku jest Marokańskie Towarzystwo Chopinowskie. Zajmuje się organizacją koncertów muzycznych z udziałem znanych pianistów z całego świata oraz międzynarodowy konkurs pianistyczny dla młodych talentów. Towarzystwo tworzy poonadto własny periodyk o muzyce oraz ruchu chopinowskim, a także Polsce. Według witryny „Świat Polonii” w Maroku działają również Towarzystwo Kulturalne „POLONIA” w Maroku (dokładniej w Rabacie) oraz Towarzystwo Przyjaźni Polsko-Marokańskiej w Casablance, zwane Oasis. Działa tam także polska szkoła, a w Casablance znajduje się jej punkt konsultacyjny.

## Pandemia koronawirusaSARS-CoV-2
Z powodu trwającej pandemii koronawirusa część Polaków żyjących na terenie Maroka wróciło do Polski 28 kwietnia 2020 roku lotem z Marrakeszu do Warszawy samolotem ewakuacyjnym firmy Polskie Linie Lotnicze LOT.